# Dziaciowa
Dziaciowa, Polana Łapsowa Wyżna – niewielka polana w Gorcach, na południowo-zachodnim grzbiecie Bukowiny Obidowskiej. Ma znaczenie orientacyjne, gdyż znajduje się na niej skrzyżowanie szlaków turystycznych. Położona jest na wysokości około 935–950 m na południowym stoku, tuż pod grzbietem.
Nazwa Polana Łapsowa Wyżna pochodzi od nazwiska właściciela (Bartłomiej Łapsa), który na polance tej ufundował murowaną kapliczkę św. Bartłomieja. Znajduje się ona tuż nad ścieżką szlaku turystycznego i był na niej oryginalny napis: „Górom na urodę, ludziom na przystanienie”. W 2005 kapliczka została wyremontowana. napisu już nie ma.
Szlaki turystyczne
 Klikuszowa – Dziaciowa – Bukowina Obidowska – Roznowa – Dermowa – Hrube – Miejski Wierch. Odległość 8,6 km, suma podejść 360 m, suma zejść 60 m, czas przejścia 2 godz. 15 min, z powrotem 1 godz. 15 min.
 Nowy Targ – Łapszywa – Dziaciowa. Odległość 6,7 km, suma podejść 350 m, czas przejścia 2:15 h, z powrotem 1:20 h.
Polana znajduje się poza obszarem Gorczańskiego Parku Narodowego, w granicach miasta Nowy Targ.